# Aechmophorus
Genre
Le genre Aechmophorus comprend deux oiseaux aquatiques appartenant à la famille des Podicipedidae.

## Liste des espèces
D'après la classification de référence (version 14.1, 2024) de l'Union internationale des ornithologues, il y a 3 espèces du genre Aechmophorus (ordre philogénique) :
- Aechmophorus occidentalis (Lawrence, 1858) – Grèbe élégant ;
- Aechmophorus clarkii (Lawrence, 1858) – Grèbe à face blanche.